# Bankra
Bankra är en ort i Indien.   Den ligger i distriktet Haora och delstaten Västbengalen, i den östra delen av landet, 1 300 km sydost om huvudstaden New Delhi. Bankra ligger 6 meter över havet och antalet invånare är 56 273.
Terrängen runt Bankra är mycket platt. Runt Bankra är det mycket tätbefolkat, med 10 000 invånare per kvadratkilometer. Närmaste större samhälle är Calcutta, 9,8 km sydost om Bankra. Runt Bankra är det i huvudsak tätbebyggt.